# Jaesusaeng
Jaesusaeng (tiếng Hàn: 재수생; Hanja: 再修生; Hán-Việt: tái tu sinh; nghĩa đen: "học sinh học lại") là một thuật ngữ tiếng Hàn Quốc chỉ đến đối tượng học sinh cấp ba quyết định dành một năm trời ôn luyện để thi lại kỳ thi Suneung, hi vọng sẽ đạt điểm số cao hơn và trúng tuyển vào trường đại học mà họ mong muốn. Việc nhập học ở đại học có ảnh hưởng lớn đến sự nghiệp tương lai của họ. Thuật ngữ tương đương ở Nhật Bản là rōnin (lãng nhân).